# Бюлтман, Стейн
Стейн Бюлтман (нидерл. Stijn Bultman; род. 29 января 2005, Ралте, Оверэйссел) — нидерландский футболист, защитник клуба «Хераклес», выступающий на правах аренды за «Де Графсхап».

## Клубная карьера
Бюлтман — воспитанник клуба «Твенте». В 2023 году игрок подписал контракт с «Хераклесом». 18 августа в матче против НЕК он дебютировал в Эредивизи.
24 июля 2025 года перешёл на правах аренды в «Де Графсхап»